# Селецкис, Андрис
Андрис Селецкис (латыш. Andris Seleckis; 6 ноября 1947, Рига — 20 февраля 2016) — латвийский и советский оператор. Снял 11 фильмов: художественных, документальных, короткометражных.

## Биография
Андрис Селецкис родился в Риге 6 ноября 1947 года. В 1974 году окончил операторский факультет ВГИК. С 1966 работает ассистентом оператора. С 1970 по 1992 год — оператор Рижской киностудии. В 1987 году присуждена Государственная премия Латвийской ССР за документальный фильм «Высший суд».
Умер 20 февраля 2016 года.

## Фильмография
- 1990 — Маленькие страсти
- 1989 — Песнь песней
- 1989 — Илмарс и Марина. Автопортрет с женой и сыном
- 1988 — Всё нормально
- 1987 — Высший суд
- 1980 — Лето было только день
- 1979 — Десять минут с Виктором Тихоновым. Послесловие
- 1978 — Семейный альбом
- 1977 — Паруса
- 1976 — В тени меча

## Награды
- 1987 — Государственная премия Латвийской ССР («Высший суд»)